# Ferrari F399
A Ferrari F399 Formula–1-es versenyautó, amellyel a Scuderia Ferrari versenyzett az 1999-es Formula–1 világbajnokság során. Pilótái Michael Schumacher és Eddie Irvine voltak, illetve az előbbit súlyos balesete után több versenyen helyettesítette Mika Salo. Schumachernek így nem volt esélye ebben az évben megnyerni az egyéni világbajnokságot, de a Ferrari elég jó volt ahhoz, hogy 16 év után újra konstruktőri bajnokok legyenek.

## Áttekintés
Az F399 szinte megegyezik elődjével, az F300-assal. Kisebb különbségek láthatóak, mint például a módosított első szárny, az első felfüggesztésen látható harmadik keresztlengőkar, az átalakított oldaldobozok, valamint a kipufogórendszer, melyeknek mind az volt a céljuk, hogy utolérjék a rivális McLarent. Az össztömeg mintegy 20 kg-mal csökkent. Ebben az évben a csapat már Bridgestone gumikat használt, miután a Goodyear kivonult a sportágból. 1998-ban is bordázott gumikat használtak a Formula–1-ben, azonban az első évben az első kerekeken csak 3 sáv volt, ettől az évtől kezdve egészen a 2009-as kivezetésükig már ezeken is 4 volt.
A szezon remekül indult, Irvine megnyerte az idénynyitó ausztrál futamot, ez volt élete első futamgyőzelme. Schumacher szorgalmasan elkezdte gyűjtögetni a dobogókat, San Marinóban és Monacóban pedig győzni is tudott, így komoly kihívást intézett a McLaren felé a csapat. A nyolcadik futamon, a brit nagydíjon, Schumacher balesetet szenvedett, minek következtében eltört a lába. Innentől kezdve ő kiesett a bajnoki versengésből, és Irvine-ra hárult a feladat, hogy azt folytassa. Kettes számú pilótának a csapat leigazolta Mika Salót, aki jól teljesített: Monzában harmadik lett, Németországban pedig átengedte a győzelmet Irvine-nak és második lett. Irvine az osztrák futamot is megnyerte, Häkkinen és a McLaren viszont a kiegyensúlyozott teljesítményükkel folyamatosan versenyben voltak. A fordulópont a kaotikus európai nagydíjon történt, ahol Häkkinen ötödik lett és pontot szerzett, Irvine viszont szenvedett és egyetlen pontot sem gyűjtött (2003-ig ez volt a csapat utolsó olyan versenye, ahol egyik autójuk sem szerzett pontot).

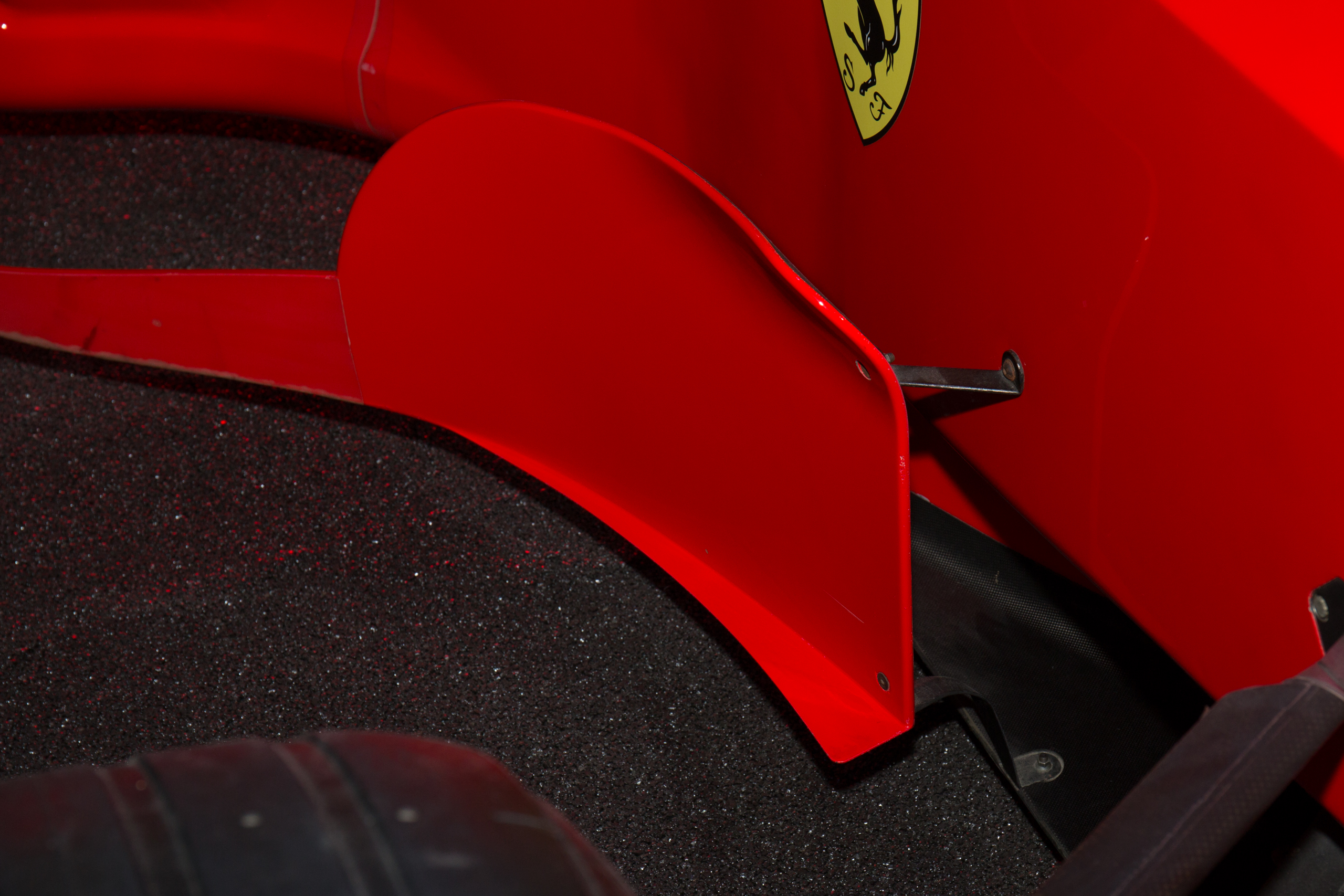
A vitatott szabályosságú bargeboard

Két futammal a bajnokság vége előtt Schumacher visszaült a Ferrariba, hogy segítse Irvine-t a bajnoki hadjáratban. Az első verseny a naptárban debütáló maláj nagydíj volt. Schumacher rögtön pole pozíciót szerzett, és a Ferrari kettős győzelmet aratott, miután Irvine ismét győzött. Ám a futam után mindkét Ferrarit diszkvalifikálták, ara hivatkozással, hogy a bargeboard-jaik (az oldaldobozok és a pilótafülke környékén lévő terelőelemek) szabálytalanok. Ez automatikusan a McLaren és Häkkinen világbajnoki címét jelentették volna, így a Ferrari fellebbezett. A fellebbezés eredményes volt, a helyezéseiket megtarthatták. Az utolsó, japán futamon aztán Häkkinen nyert, Irvine pedig csak harmadik lett, így 2 ponttal elveszítette a világbajnokságot. Ha Schumacher, aki második lett, átengedte volna a helyét, akkor se lehetett volna bajnok, mert Häkkinennek több győzelme volt (5 a 4 ellenében), és pontegyenlőség esetén ez döntött volna. A Ferrari mindazonáltal 4 pont előnnyel nyerte a konstruktőri bajnokságot.

## Eredménylista
(félkövérrel jelölve a pole pozíció; dőlt betűvel a leggyorsabb kör)
| Év   | Csapat                    | Motor           | Gumik | Pilóták            | 1   | 2   | 3   | 4   | 5   | 6   | 7   | 8   | 9   | 10  | 11  | 12  | 13  | 14  | 15  | 16  | Pontok | Helyezés |
| ---- | ------------------------- | --------------- | ----- | ------------------ | --- | --- | --- | --- | --- | --- | --- | --- | --- | --- | --- | --- | --- | --- | --- | --- | ------ | -------- |
| 1999 | Scuderia Ferrari Marlboro | Ferrari 048 V10 | B     |                    | AUS | BRA | SMR | MON | ESP | CAN | FRA | GBR | AUT | GER | HUN | BEL | ITA | EUR | MAL | JPN | 128    | 1.       |
| 1999 | Scuderia Ferrari Marlboro | Ferrari 048 V10 | B     | Michael Schumacher | 8   | 2   | 1   | 1   | 3   | KI  | 5   | DNS |     |     |     |     |     |     | 2   | 2   | 128    | 1.       |
| 1999 | Scuderia Ferrari Marlboro | Ferrari 048 V10 | B     | Mika Salo          |     |     |     |     |     |     |     |     | 9   | 2   | 12  | 7   | 3   | KI  |     |     | 128    | 1.       |
| 1999 | Scuderia Ferrari Marlboro | Ferrari 048 V10 | B     | Eddie Irvine       | 1   | 5   | KI  | 2   | 4   | 3   | 6   | 2   | 1   | 1   | 3   | 4   | 6   | 7   | 1   | 3   | 128    | 1.       |

## Fordítás
Ez a szócikk részben vagy egészben  a   Ferrari F399 című angol Wikipédia-szócikk ezen változatának fordításán alapul.  Az eredeti cikk szerkesztőit annak laptörténete sorolja fel. Ez a jelzés csupán a megfogalmazás eredetét és a szerzői jogokat jelzi, nem szolgál a cikkben szereplő információk forrásmegjelöléseként.